# Bantamvikt i fristil i brottning vid olympiska sommarspelen 2000
Herrarnas brottningsturnering i fristil i viktklassen bantamvikt vid olympiska sommarspelen 2008 avgjordes den 29 september-1 oktober i Sydney i Sydney Convention and Exhibition Centre. 

## Medaljörer
| Klass      | Guld                 | Silver                     | Brons              |
| Bantamvikt | Alireza Dabir · Iran | Jevhen Buslovytj · Ukraina | Terry Brands · USA |

## Resultat

### Förkortningar
- EF — Vinst genom förverkande, förloraren ej plancerad
- E2 — Båda brottarna diskvalificerade för brott mot reglerna
- EV — Diskvalifikation från samtliga tävlingar för brott mot reglerna
- EX — 3 varningar eller brott mot reglerna
- PA — Skada/uteblivande
- PO — Vinst efter poäng, förloraren utan teknik-poäng
- PP — Vinst efter poäng, förloraren med teknik-poäng
- SP — Teknisk överlägsenhet, 10 poängs skillnad, förloraren hade poäng
- ST — Teknisk överlägsenhet, 10 poängs skillnad, förloraren utan poäng
- TO — Vinst efter fall
- KP — Klassificeringspoäng
- TP — Tekniska poäng

### Utslagningsronder

#### Grupp 1
| Tävlande              | Spelade | Vunna | Förlorade | KP | TP |
| --------------------- | ------- | ----- | --------- | -- | -- |
| Alireza Dabir (IRI)   | 2       | 2     | 0         | 7  | 13 |
| Guivi Sissaouri (CAN) | 2       | 1     | 1         | 4  | 0  |
| Talata Embalo (GBS)   | 2       | 0     | 2         | 0  | 0  |

|                       | Poäng |                       | KP     |
| --------------------- | ----- | --------------------- | ------ |
| Alireza Dabir (IRI)   | 10–0  | Talata Embalo (GBS)   | 4–0 ST |
| Guivi Sissaouri (CAN) | 0–3   | Alireza Dabir (IRI)   | 0–3 PO |
| Talata Embalo (GBS)   |       | Guivi Sissaouri (CAN) | 0–4 EF |

#### Grupp 2
| Tävlande                        | Spelade | Vunna | Förlorade | KP | TP |
| ------------------------------- | ------- | ----- | --------- | -- | -- |
| Oyuunbilegiin Pürevbaatar (MGL) | 2       | 2     | 0         | 6  | 15 |
| Aleksandr Guzov (BLR)           | 2       | 1     | 1         | 5  | 15 |
| Cory O'Brien (AUS)              | 2       | 0     | 2         | 1  | 4  |

|                                 | Poäng |                                 | KP     |
| ------------------------------- | ----- | ------------------------------- | ------ |
| Cory O'Brien (AUS)              | 0–9   | Oyuunbilegiin Pürevbaatar (MGL) | 0–3 PO |
| Aleksandr Guzov (BLR)           | 14–4  | Cory O'Brien (AUS)              | 4–1 SP |
| Oyuunbilegiin Pürevbaatar (MGL) | 6–1   | Aleksandr Guzov (BLR)           | 3–1 PP |

#### Grupp 3
| Tävlande             | Spelade | Vunna | Förlorade | KP | TP |
| -------------------- | ------- | ----- | --------- | -- | -- |
| David Pogosian (GEO) | 2       | 2     | 0         | 6  | 7  |
| Ri Yong-Sam (PRK)    | 2       | 1     | 1         | 4  | 6  |
| Andrej Fašánek (SVK) | 2       | 0     | 2         | 2  | 2  |

|                      | Poäng |                      | KP     |
| -------------------- | ----- | -------------------- | ------ |
| Ri Yong-Sam (PRK)    | 1–2   | David Pogosian (GEO) | 1–3 PP |
| Andrej Fašánek (SVK) | 1–5   | Ri Yong-Sam (PRK)    | 1–3 PP |
| David Pogosian (GEO) | 5–1   | Andrej Fašánek (SVK) | 3–1 PP |

#### Grupp 4
| Tävlande                    | Spelade | Vunna | Förlorade | KP | TP |
| --------------------------- | ------- | ----- | --------- | -- | -- |
| Terry Brands (USA)          | 2       | 2     | 0         | 7  | 14 |
| Chvitsa Polychronidis (GRE) | 2       | 1     | 1         | 5  | 6  |
| Abil Ibragimov (KAZ)        | 2       | 0     | 2         | 0  | 6  |

|                             | Poäng |                             | KP     |
| --------------------------- | ----- | --------------------------- | ------ |
| Abil Ibragimov (KAZ)        | 6–5   | Chvitsa Polychronidis (GRE) | 0–4 TO |
| Terry Brands (USA)          | 6–0   | Abil Ibragimov (KAZ)        | 4–0 TO |
| Chvitsa Polychronidis (GRE) | 1–8   | Terry Brands (USA)          | 1–3 PP |

#### Grupp 5
| Tävlande                 | Spelade | Vunna | Förlorade | KP | TP |
| ------------------------ | ------- | ----- | --------- | -- | -- |
| Damir Zakhartdinov (UZB) | 3       | 2     | 1         | 8  | 9  |
| Murad Ramazanov (RUS)    | 3       | 2     | 1         | 7  | 4  |
| Octavian Cuciuc (MDA)    | 3       | 1     | 2         | 4  | 5  |
| Harun Doğan (TUR)        | 3       | 1     | 2         | 3  | 6  |

|                       | Poäng |                          | KP     |
| --------------------- | ----- | ------------------------ | ------ |
| Octavian Cuciuc (MDA) | 2–6   | Harun Doğan (TUR)        | 1–3 PP |
| Murad Ramazanov (RUS) | 4–1   | Damir Zakhartdinov (UZB) | 3–1 PP |
| Octavian Cuciuc (MDA) | 3–0   | Murad Ramazanov (RUS)    | 3–0 PO |
| Harun Doğan (TUR)     | 0–3   | Damir Zakhartdinov (UZB) | 0–3 PO |
| Octavian Cuciuc (MDA) | 0–5   | Damir Zakhartdinov (UZB) | 0–4 TO |
| Harun Doğan (TUR)     |       | Murad Ramazanov (RUS)    | 0–4 EF |

#### Grupp 6
| Tävlande               | Spelade | Vunna | Förlorade | KP | TP |
| ---------------------- | ------- | ----- | --------- | -- | -- |
| Jevhen Buslovytj (UKR) | 3       | 3     | 0         | 9  | 16 |
| Martin Berberyan (ARM) | 3       | 2     | 1         | 9  | 26 |
| Arif Abdullayev (AZE)  | 3       | 1     | 2         | 5  | 14 |
| Othmar Kuhner (GER)    | 3       | 0     | 3         | 3  | 8  |

|                        | Poäng |                        | KP     |
| ---------------------- | ----- | ---------------------- | ------ |
| Othmar Kuhner (GER)    | 5–8   | Arif Abdullayev (AZE)  | 1–3 PP |
| Martin Berberyan (ARM) | 1–5   | Jevhen Buslovytj (UKR) | 1–3 PP |
| Othmar Kuhner (GER)    | 2–14  | Martin Berberyan (ARM) | 1–4 SP |
| Arif Abdullayev (AZE)  | 5–7   | Jevhen Buslovytj (UKR) | 1–3 PP |
| Othmar Kuhner (GER)    | 1–4   | Jevhen Buslovytj (UKR) | 1–3 PP |
| Arif Abdullayev (AZE)  | 1–11  | Martin Berberyan (ARM) | 1–4 SP |

### Utslagningsträd
|  | Kvartsfinaler                   | Kvartsfinaler                   | Kvartsfinaler |  |  | Semifinaler              | Semifinaler              | Semifinaler            |   |                     | Final                    | Final                    | Final      |
|  |                                 |                                 |               |  |  |                          |                          |                        |   |                     |                          |                          |            |
|  | Alireza Dabir (IRI)             | Alireza Dabir (IRI)             | 5             |  |  |                          |                          |                        |   |                     |                          |                          |            |
|  | Oyuunbilegiin Pürevbaatar (MGL) | Oyuunbilegiin Pürevbaatar (MGL) | 2             |  |  | Alireza Dabir (IRI)      | Alireza Dabir (IRI)      | 6                      |   |                     |                          |                          |            |
|  | David Pogosian (GEO)            | David Pogosian (GEO)            | 2             |  |  | Terry Brands (USA)       | Terry Brands (USA)       | 4                      |   |                     |                          |                          |            |
|  | Terry Brands (USA)              | Terry Brands (USA)              | 4             |  |  |                          |                          |                        |   | Alireza Dabir (IRI) | Alireza Dabir (IRI)      | 3                        |            |
|  |                                 |                                 |               |  |  |                          | Jevhen Buslovytj (UKR)   | Jevhen Buslovytj (UKR) | 0 |                     |                          |                          |            |
|  |                                 |                                 |               |  |  | Damir Zakhartdinov (UZB) | Damir Zakhartdinov (UZB) | 0                      |   |                     |                          |                          |            |
|  |                                 |                                 |               |  |  | Jevhen Buslovytj (UKR)   | Jevhen Buslovytj (UKR)   | 2                      |   |                     | Bronsmatch               | Bronsmatch               | Bronsmatch |
|  |                                 |                                 |               |  |  |                          |                          |                        |   |                     |                          |                          |            |
|  |                                 |                                 |               |  |  |                          |                          |                        |   |                     | Terry Brands (USA)       | Terry Brands (USA)       | 3          |
|  |                                 |                                 |               |  |  |                          |                          |                        |   |                     | Damir Zakhartdinov (UZB) | Damir Zakhartdinov (UZB) | 2          |

|  | 5:e plats |                                 |   |  |
|  |           |                                 |   |  |
|  | 1         | Oyuunbilegiin Pürevbaatar (MGL) | 6 |  |
|  | 1         | Oyuunbilegiin Pürevbaatar (MGL) | 6 |  |
|  | 2         | David Pogosian (GEO)            | 0 |  |